# Azaz
Azaz (arab. ‏أعزاز‎) – miasto w Syrii, w muhafazie Aleppo, w pobliżu granicy z Turcją. W spisie ludności w 2004 roku liczyło 31 623 mieszkańców.
Miejscowość jest siedzibą podystryktu Azaz.
Ośrodek przemysłu bawełnianego.

## Historia
W okresie krucjat miasto należało do Hrabstwa Edessy. W 1125 roku stoczona została bitwa pod Azaz, w której chrześcijanie pokonali Seldżuków.

### Wojna domowa w Syrii
Od wczesnej fazy syryjskiej wojny domowej w mieście działały uzbrojone grupy antyrządowe. W lipcu 2012 roku Azaz zajęła Wolna Armia Syrii, w 2013 roku Państwo Islamskie, następnie znów Wolna Armia Syrii. Od 2015 roku okolica ta znalazła się pod wpływem Turcji, która zorganizowała w mieście sprzyjające jej bojówki.
7 stycznia 2017 w zamachu bombowym w Azazie zginęło 60 osób.